# Euploca ovalifolia
Euploca ovalifolia är en strävbladig växtart som först beskrevs av Peter Forsskål, och fick sitt nu gällande namn av Diane och Hilger. Euploca ovalifolia ingår i släktet Euploca och familjen strävbladiga växter. Inga underarter finns listade i Catalogue of Life.